# 広島県道293号本多田佐伯線
広島県道293号本多田佐伯線（ひろしまけんどう293ごう ほんたださいきせん）は、広島市広島市佐伯区から廿日市市に至る一般県道である。

## 概要
広島市佐伯区湯来町大字多田から廿日市市浅原に至る。終点を直進する（大竹方面に進む）と程なくして三差路があり、直進すると山口県道・広島県道2号岩国佐伯線に入る。

### 路線データ
- 起点：広島市佐伯区湯来町大字多田（国道488号旧道交点）
- 終点：廿日市市浅原（国道186号交点）
- 総延長：16.556 km
- 異常気象時通行規制区間：広島市佐伯区湯来町大字多田 - 廿日市市津田（弘法谷橋）

## 歴史
- 1972年（昭和47年）
  - 3月21日 - 広島県告示第234号により広島県道126号本多田佐伯線として認定される。

前身は広島県道126号和田佐伯線。広島市佐伯区湯来町大字和田 - 広島市佐伯区湯来町大字多田間が島根県道・広島県道4号益田廿日市線（1993年（平成5年）に大部分が国道488号に移行したため廃止。また路線番号は再編後のもの）に移行したことに伴い路線が短縮され本路線が認定された。
  - 11月1日 - 広島県の県道番号再編により現行の路線番号に変更される。
- 1982年（昭和57年）4月1日 - 佐伯郡佐伯町の読み方が「さえきぐんさえきちょう」から「さえきぐんさいきちょう」に変更されたことに伴い路線名称の読み方が「ほんたださえきせん」から「ほんたださいきせん」に変更される。
- 2003年（平成15年）3月1日 - 佐伯郡佐伯町が廿日市市に編入されたことに伴い終点の地名表記が変更される（佐伯郡佐伯町浅原→廿日市市浅原）。
- 2005年（平成17年）4月25日 - 佐伯郡湯来町が広島市に編入され、広島市佐伯区の一部になったことに伴い起点の地名表記が変更される（佐伯郡湯来町大字多田→広島市佐伯区湯来町大字多田）。

## 路線状況
起点の広島市佐伯区大字多田から廿日市市虫所山までは1 - 1.5車線の急勾配の山道で大型車の通行は困難である。その先の廿日市市虫所山（広島県道295号助藤津田線交点）から広島県道294号虫道廿日市線との分岐を経て廿日市市津田（弘法谷橋）までの区間は普通車でも離合困難な狭い道が続く。ここまでの区間は落石、倒木が多く、冬季は積雪が多く凍結するため通行には注意が必要。
弘法谷橋から広島県道30号廿日市佐伯線交点までと終点の廿日市市浅原（国道186号交点）までの区間は1.5車線の未改良区間もあるが概ね2車線の道が続く。

### 道路施設

#### トンネル
- 新保曽原トンネル：延長182 m、1993年（平成5年）竣工、廿日市市浅原

## 地理

### 通過する自治体
- 広島県
  - 広島市（佐伯区） - 廿日市市

### 交差する道路
| 交差する道路              | 市町村名 | 市町村名 | 交差する場所   | 交差する場所                 |
| ------------------------- | -------- | -------- | -------------- | ---------------------------- |
| 国道488号 / 旧道          | 広島市   | 佐伯区   | 湯来町大字多田 | 起点                         |
| 国道488号 / 東山バイパス  | 広島市   | 佐伯区   | 湯来町大字多田 |                              |
| 広島県道295号助藤津田線   | 廿日市市 | 廿日市市 | 虫所山         |                              |
| 広島県道294号虫道廿日市線 | 廿日市市 | 廿日市市 | 虫所山         |                              |
| 広島県道30号廿日市佐伯線  | 廿日市市 | 廿日市市 | 津田           | 廿日市市役所佐伯支所前交差点 |
| 国道186号                 | 廿日市市 | 廿日市市 | 浅原           | 終点                         |

### 沿線
- 佐伯中央病院
- 廿日市市役所
  - 佐伯支所
  - 浅原窓口連絡所
- 小瀬川